# Os Faíscas
Os Faíscas (auch Os Fabulosos Faíscas, dt.: Die (fabelhaften) Blitze) waren eine portugiesische Punk-Band aus Lissabon. 

## Geschichte
Die Band wurde 1977 gegründet. Sie gilt als die erste Punk-Band des Landes und war vor allem von der Musikszene Londons beeinflusst. Da ihre, für das Rotações-Label aufgenommenen Stücke nicht zur Veröffentlichung gelangten, wurde die erste portugiesische Punkplatte 1978 eine Single der Band Aqui d’el-Rock.
Die Faíscas gaben eine Reihe Konzerte, auch in der Provinz, etwa am 27. Mai 1978 in Sabugal, wo ihr extrovertiertes, teils aggressives Auftreten einen bis heute unvergessenen Eindruck hinterließ. So waren die ungestüme und sehr laute Musik, das ungehobelte und provozierende Auftreten der Musiker, und ihr Punk-Äußeres etwas bisher nicht Gesehenes dort. Auch der großflächig tätowierte Gitarrist PP Gonçalves erregte Aufsehen. Neben eigenwilligen Rock-’n’-Roll-Coversongs spielte die Band eigene, bewusst portugiesischsprachige Lieder.
Am 13. Januar 1979 trat die Band letztmals auf, in Lissabon, zusammen mit Xutos & Pontapés, die an dem Abend ihr erstes Konzert gaben. Magalhães, Ramalho und Gonçalves gründeten, zusammen u. a. mit Carlos Maria Trindade, im Anschluss die New-Wave-Band Corpo Diplomático (dt.: Diplomatisches Korps), mit der sie eine Single und eine LP veröffentlichten. Nach deren Auflösung 1981 wurden sie mit der Pop-Band Heróis do Mar (1981–1989) zu einer der erfolgreichsten Bands in Portugal. Faíscas-Bassist Pedro Ayres Magalhães gründete 1986 mit Madredeus die international bisher bekannteste portugiesische Gruppierung.